# Jayrinho
Jayro Trench Gonçalves, (São Paulo, 1 de outubro de 1952 - Atibaia, 14 de abril de 1981), também conhecido como Jayrinho foi um cantor, compositor, produtor musical, multi-instrumentista e arranjador brasileiro, mais conhecido por ter sido vocalista do Grupo Elo.
Jayrinho iniciou sua carreira musical durante os anos 70, quando se converteu ao protestantismo, e criou músicas em ritmo de MPB e jazz com temáticas cristãs. Junto a Paulo Cezar, fundador do Grupo Logos, gravou seu primeiro disco em 1976, chamado Calmo, Sereno, Tranquilo. A partir da obra ambos, juntamente com outros músicos, fundaram o Grupo Elo, que obteve notoriedade em todo o país.
Jayro chegou a gravar um disco solo em 1980, de título Um Dia. No ano seguinte, o intérprete morreu em um acidente automobilístico, juntamente com sua esposa e um dos filhos. Algumas gravações do intérprete foram lançadas postumamente de 2008 a 2014, pela editora Elo.

## Discografia
- 1976: Calmo, Sereno, Tranquilo (com Paulo Cezar, mais tarde creditado como álbum do Grupo Elo)
- 1980: Um Dia

Álbuns com o Grupo Elo
Singles
- 2014: "Deus Cuidará de Ti" - com Grupo Elo